# Maneirismo nórdico

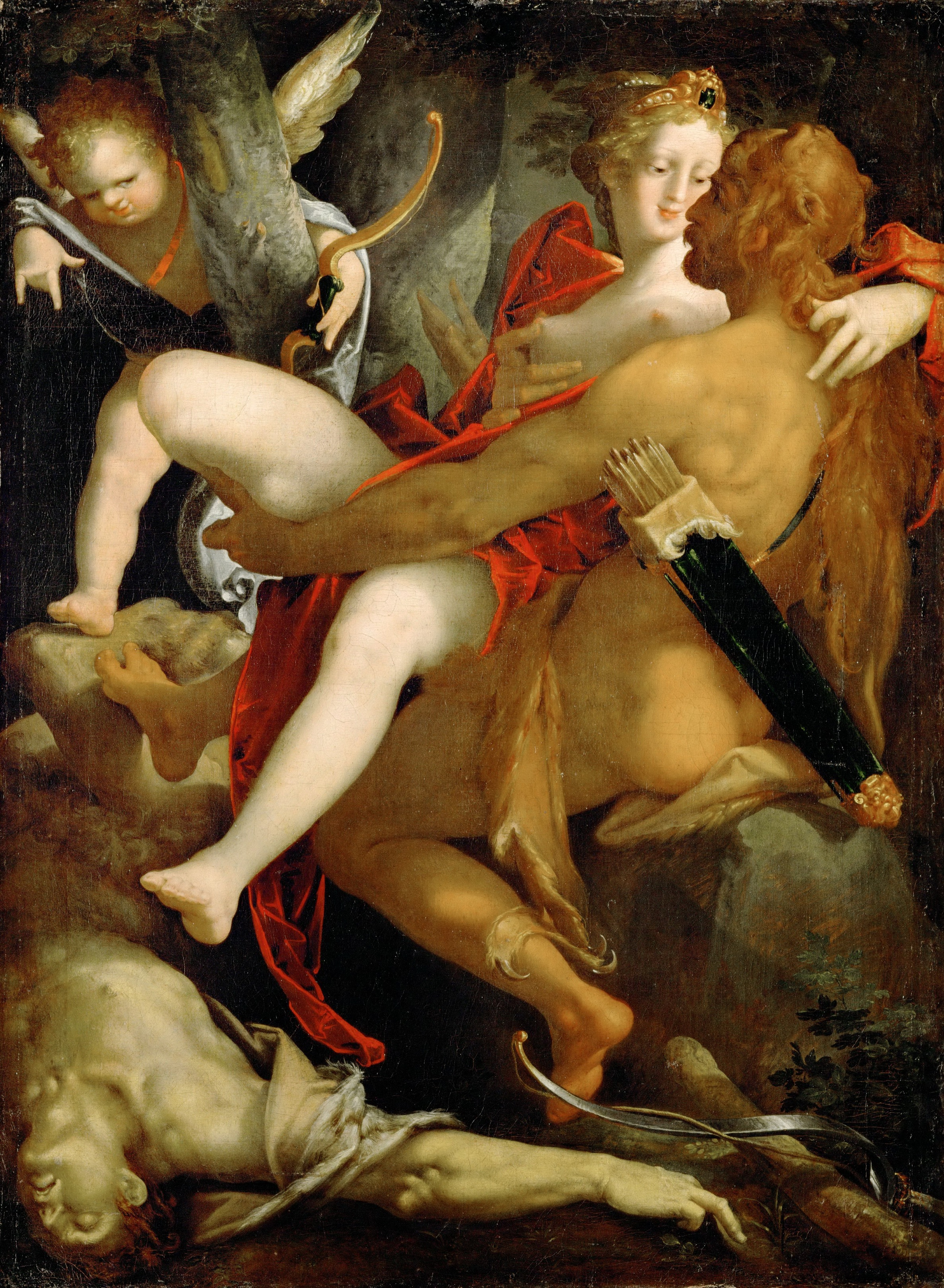
Hércules, Dejanira e Nesso, Bartholomeus Spranger, 1580–85

O chamado Maneirismo Nórdico é o estilo do Maneirismo produzido ao norte dos Alpes nos séculos XVI e XVII. Estilos largamente derivados do Maneirismo italiano foram encontrados na Holanda e em outros lugares pelo meio do século XVI. Os três principais centros de produção foram a França, Praga e Holanda, tendo o estilo se espalhando pelo norte da Europa no últimos quinze anos do século XVI, finalizando com o surgimento do Barroco e com a obra de Caravaggio.
O norte da Europa, no século XVI, e especialmente aquelas áreas onde o Maneirismo foi mais forte, foi afetado por grandes convulsões incluindo a Reforma Protestante, a Contrarreforma, as Guerras religiosas na França e rebeliões nos Países Baixos. Obras religiosas eram produzidas mas eram elaboradas no espírito da época.  .

## França
O Chamado Estilo Henrique II, influenciado pelos artistas italianos, dominou a França no período do Maneirismo, entre 1530 e 1590. Francisco I de França e Catarina de Médici trouxeram vários pintores dos ateliês de Michelângelo e Rafael, bem como muitos artistas franceses viajaram para a Itália para estudar. Esses artistas, mais tarde, reuniram-se na Escola de Fontainebleau. Rosso Fiorentino, Francesco Primaticcio e Niccolò dell'Abbate permaneceram a vida inteira trabalhando na França. Mais tarde, surgiram artistas franceses seguindo o mesmo estilo Maneirista. Outros artistas partiram para a Inglaterra com intuito de trabalhar na Casa dos Tudor no gênero dos retratos.

### Artistas
- Antoine Caron
- Androuet du Cerceau
- Jacques Bellange
- Germain Pilon
- Androuet du Cerceau
- Toussaint Dubreuil

## Praga
Maximiliano II do Sacro Império Romano-Germânico e Rodolfo II do Sacro Império Romano-Germânico patrocinaram muitos artistas italianos e flamengos em Viena e Praga, entre eles Giambologna, Giuseppe Arcimboldo e Bartholomeus Spranger. A gravura foi essencial na disseminação do estilo na Europa, Alemanha e Países Baixos, especialmente aquelas produzidas por  Hendrik Goltzius e Aegidius Sadeler, que influenciaram artistas de outras regiões. A ênfase em temas mitológicos tinha estreita ligação com o renascimento do Platonismo e Hermeticismo na corte de Praga.

### Artistas
- Giambologna
- Adriaen de Vries
- Bartholomeus Spranger
- Hans von Aachen
- Aegidius Sadeler
- Joris Hoefnagel
- Roelant Savery

## Holanda e Flandres
Os maneiristas holandeses, influenciados por Praga, variavam seu estilo de acordo com as encomendas que eram realizadas, mas sempre trabalharam com retratos, naturezas-mortas, paisagens e cenas da vida cotidiana, gêneros intimamente relacionados com a tradição gótica das iluminuras e com a filosofia do Protestantismo, que proibia imagens religiosas. Os maneiristas flamengos, por sua vez, estavam mais ligados à tradição italiana, sendo que muitos artistas foram para a região, especialmente Roma, estudar e trabalhar.

### Artistas Holandeses
- Cornelis Ketel
- Herri met de Bles
- Karel van Mander
- Hendrik Goltzius
- Cornelis van Haarlem
- Joachim Wtewael
- Abraham Bloemaert
- Peter Candid

### Artistas Flamengos
- Denis Calvaert
- Jacob de Gheyn II
- Hans Bol
- Paul Bril
- Marten de Vos
- Otto van Veen

### Outros Artistas
- Hans Rottenhammer
- Jacques Bellange